# 托马斯·埃雷拉
托马斯·埃雷拉·马丁内斯（西班牙語：Tomás Herrera Martínez，1950年12月21日—2020年10月18日），古巴男子篮球运动员。他曾代表古巴国家队参加1972年、1976年和1980年夏季奥林匹克运动会篮球比赛，其中1972年奥运会获得一枚铜牌。